# Phare arrière de Tallinn
Le phare arrière de Tallinn (en estonien : Tallinna ülemine  tuletorn) est un feu situé dans l'arrondissement de Lasnamäe à Tallinn dans le Comté de Harju, en Estonie, sur le golfe de Finlande. Il fonctionne conjointement avec le phare avant de Tallinn qui se trouve à 1.1 km plus au sud.
Il est géré par l'Administration maritime estonienne ,.
Il est inscrit au registre des monuments nationaux de l'Estonie  en date du 19 novembre 1999.

## Histoire
Le phare a été fondé en 1835. À l'origine, c'était un tourelle en bois. La nécessité de construire un deuxième phare à Tallinn a été causée par des plaintes concernant la visibilité insuffisante du phare avant construit en 1806. Celui-ci fut surélevé et une tour cylindrique en pierre fut construite en 1896. Il fut équipé d'une lentille de Fresnel française (société Sautter-Harlé & Co).
La partie supérieure de la tour est noire et le fond blanc. Il a une lanterne séparée entourée d'un balcon. Il y a une barre de métal au-dessus de la pièce de lampe, avec de petites indications de direction de vent.

## Description
Le phare  est une tour cylindrique de 40 mètres de haut, avec une galerie et une lanterne noire. La tour est peinte en blanc sur les 2/3 inférieurs. Il émet, à une hauteur focale de 80 mètres, cinq brefs éclats blancs toutes les 5 secondes. Sa portée nominale est de 6 ou 12 milles nautiques (environ 11 ou 22 km).
Il sert à guider les na vires à entrer dans le chenal menant au port de Tallinn.
Identifiant : ARLHS : EST-018 ; EVA-252 - Amirauté : C-3810.1 - NGA : 12800 .

## Caractéristique duFeu maritime
Fréquence : 5 secondes (W)
- Lumière : 0.3 seconde (5 fois)
- Obscurité : 0.4 seconde (4 fois) et 1.9 secondes (1 fois)

|                   |
| Golfe de Finlande |

|          |
| Le phare |

|                |
| Vue intérieure |

### Lien connexe
- Liste des phares d'Estonie